# باکره سوگوار (فیلم ۱۹۸۷)
«باکره سوگوار» (انگلیسی: Pieta (1987 film)) یک فیلم است که در سال ۱۹۸۸ منتشر شد.